# Mellnsdorf

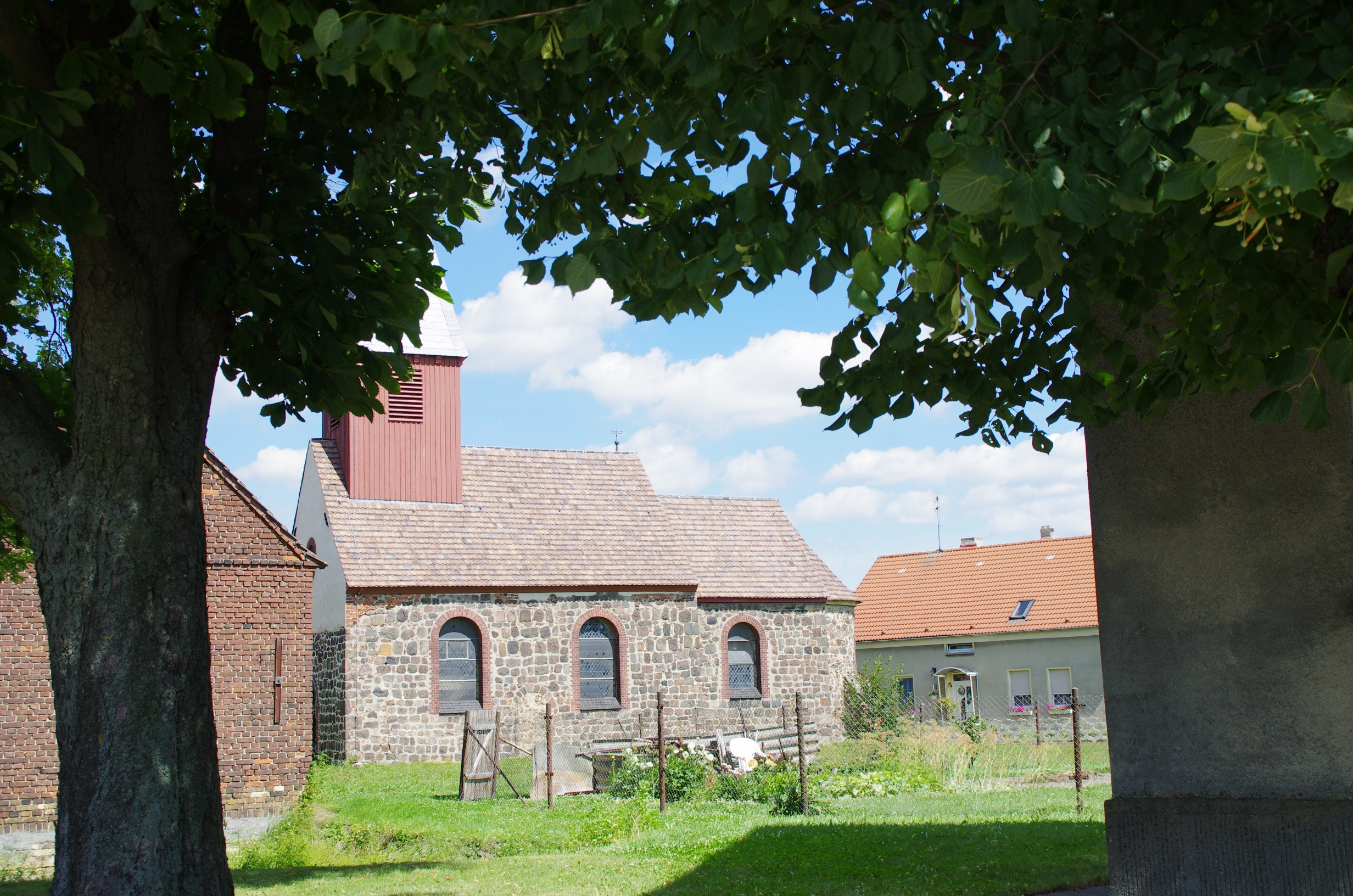
Dorfkirche in Mellnsdorf

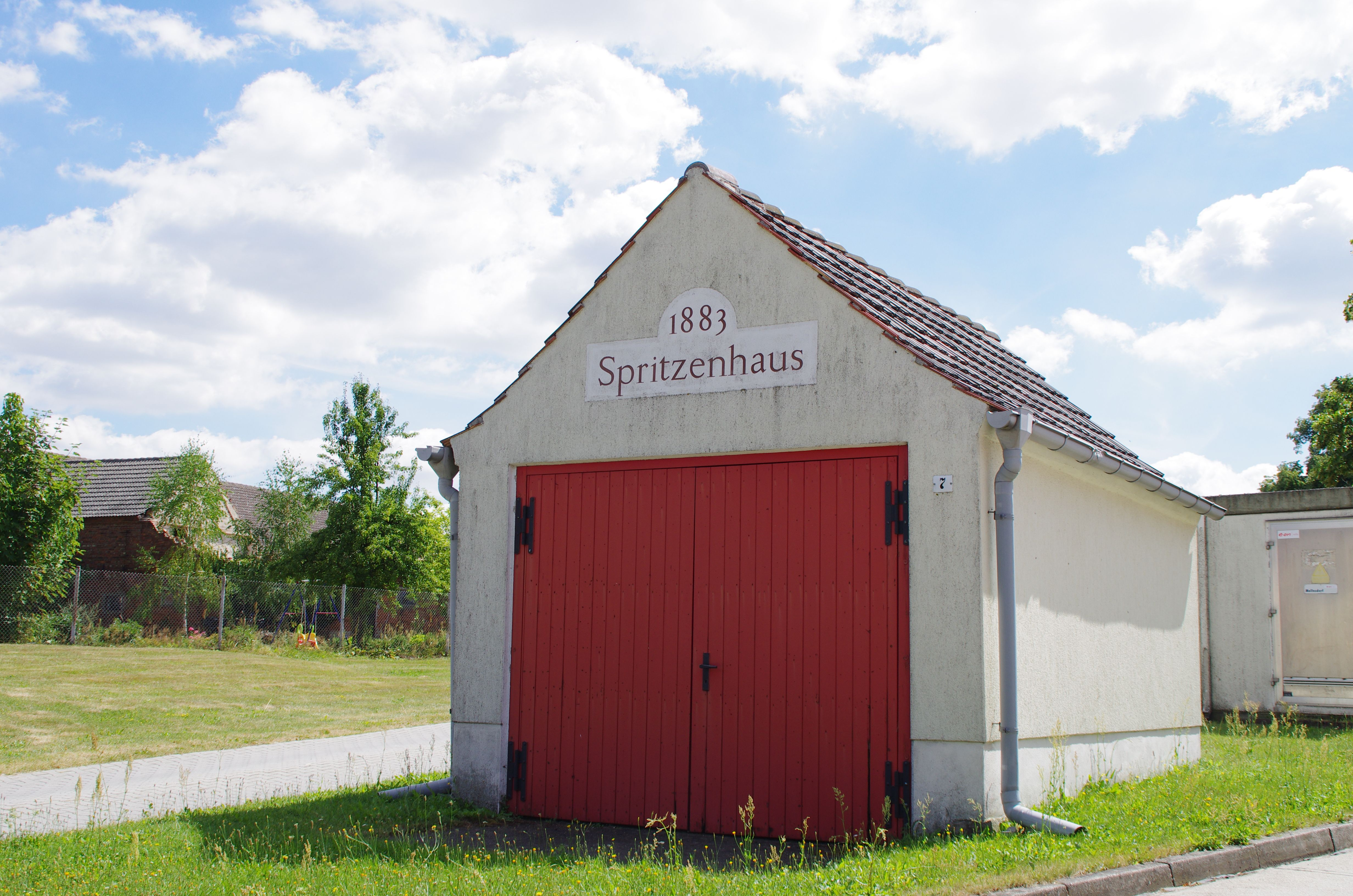
Spritzenhaus

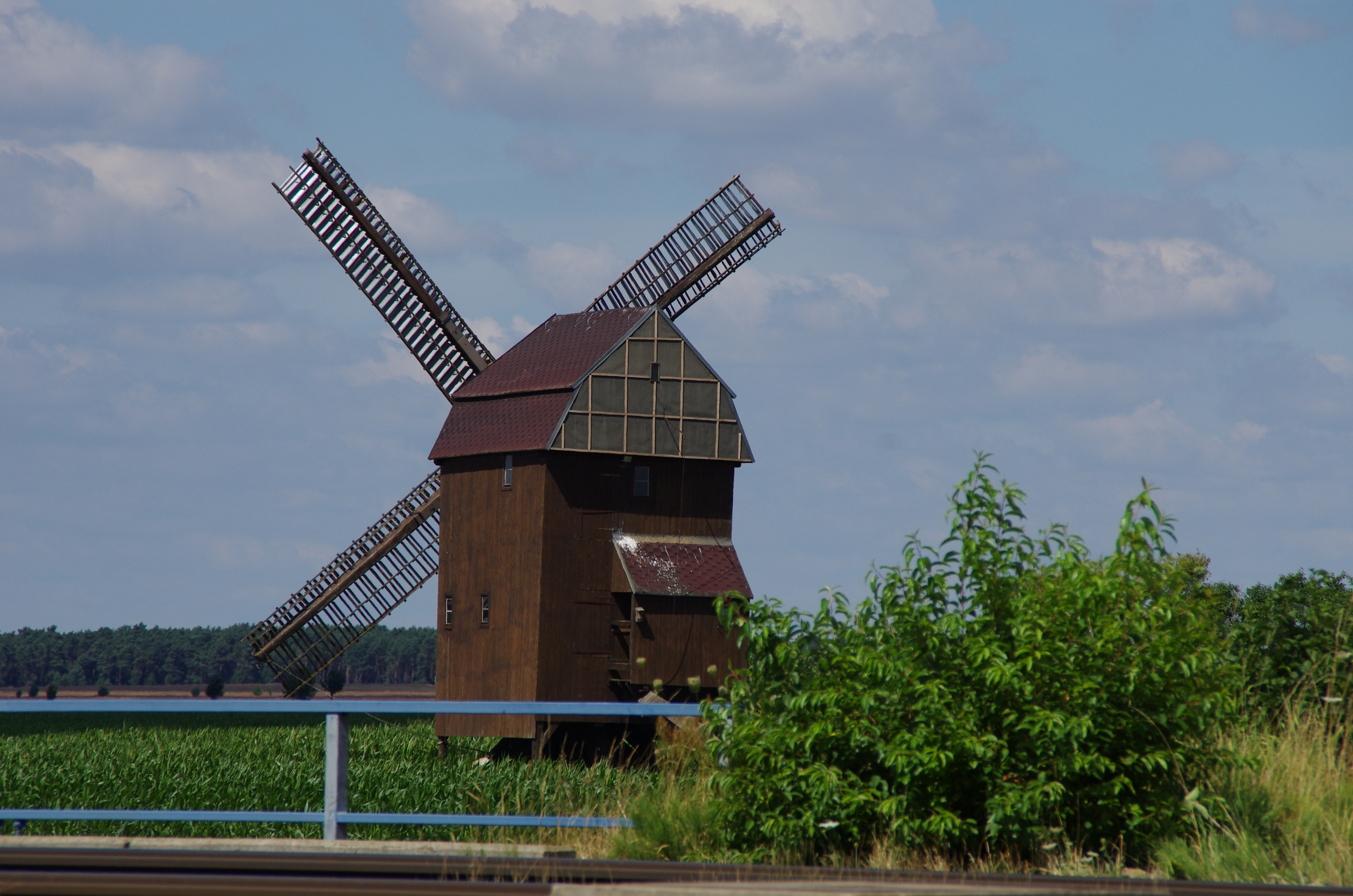
Die Windmühle nördlich der Bahnlinie

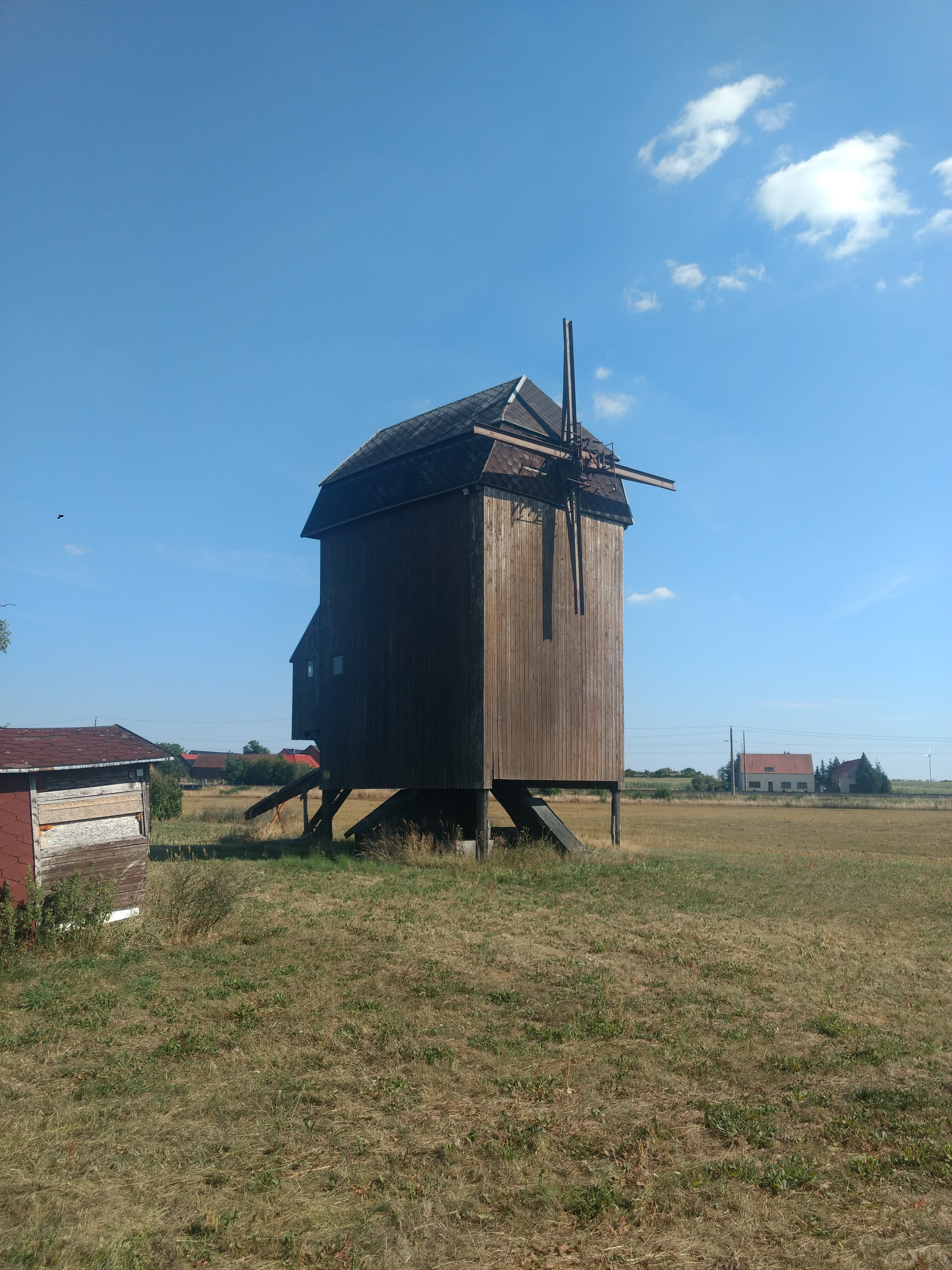
Ein weiteres Foto der Bockwindmühle nördlich der Bahnlinie

Mellnsdorf ist ein Ortsteil der Gemeinde Niedergörsdorf im Landkreis Teltow-Fläming im Bundesland Brandenburg. 

## Geschichte
Auf dem Gebiet des Dorfes gab es archäologische Funde aus der Eisenzeit und Funde aus der Zeit, als die Slawen hier siedelten. Gegründet wurde der Ort wahrscheinlich im letzten Drittel des 12. Jahrhunderts. Im Jahr 1330 wird der Ort „Melmetorf“ genannt, ab 1503 „Melnnsdorf“. Für das Jahr 1356 ist in der Nähe von Mellnsdorf das Dorf Buggendorp belegt, das später wüst fiel.
Bis zum Jahr 1513 gehörte Mellnsdorf zum Amt Zahna und somit zu Kurpreußen. Ab dem Jahr 1816 gehörte es zum Kreis Wittenberg, bis 1952 zum Kreis Jüterbog. Am 1. Juli 1950 wurde Mellnsdorf nach Blönsdorf eingemeindet. Mit diesem kam es im Jahr 1998 zu Niedergörsdorf.

## Der Ort
Mellnsdorf liegt 15 Kilometer südwestlich von Jüterbog und 8 Kilometer südwestlich von Niedergörsdorf. Die Nachbarorte sind Kurzlipsdorf, Blönsdorf, Seehausen, Naundorf bei Seyda und Klebitz. Die beiden letzten Orte liegen in Sachsen-Anhalt. Das Sackgassendorf erstreckt sich Nordwest-Südost-Richtung südlich der Bahnstrecke Berlin–Halle, hat aber selber keine Haltestelle. Am nördlichen Ende des langgestreckten Dorfangers befindet sich der Dorfteich, südlich davon die Dorfkirche. Die Windmühle befindet sich nördlich des Ortes, sie ist mit dem Auto nur mit einem Umweg über Blönsdorf erreichbar. 
Der Ort ist landwirtschaftlich geprägt. 

## Baudenkmale
In Mellnsdorf sind zwei Baudenkmale in die Denkmalliste eingetragen, die Dorfkirche Mellnsdorf und die Mellnsdorfer Bockwindmühle.
Die Dorfkirche wurde in der ersten Hälfte des 13. Jahrhunderts aus Feldsteinen erbaut. Es ist ein Saalbau mit eingezogenen Chor und eingezogener Apsis. Im Westen der Kirche befindet sich ein hölzerner Turm mit Zeltdach auf dem Dach der Kirche. Alle Öffnungen haben Rundbogen, auch die heute zugemauerten Portale an beiden Seiten und die Priesterpforte. In den Jahren 1891, 1892, 1928 und 1929 wurde die Kirche renoviert. Die Mensa wurde in der ersten Hälfte des 13. Jahrhunderts erstellt. Der Rest des Altars stammt aus dem Jahr 1892, ebenso wie die Taufe und die Kanzel.
Die Mühle wurde im Jahre 1810 erbaut, es ist eine Bockwindmühle.